# Historia Social
Historia Social és una revista quadrimestral d'investigació acadèmica, escrita en castellà i fundada el 1988, considerada de referència dins les publicacions internacionals d'història.
L'editorial, des dels seus inicis, fa un rigorós seguiment de la informació; els articles passen per un procés de revisió per parells i doble cec, nacionals o internacionals i externs a la revista, abans de ser inclosos a la publicació. Tracta temes de ciències socials i història, tant d'àmbit general, com propostes teòriques possibilitant el debat entre posicions discrepants. També edita monogràfics o dossiers de particular interès sobre l'estat de la historiografia social en el moment present. A les seves pàgines han col·laborat reconeguts autors i investigadors com Pere Gabriel i Sirvent, Julián Casanova, Javier Paniagua Fuentes o Peter Burke entre d'altres.